# Académie bocagère du Valmuse
L'Académie bocagère du Valmuse est une goguette de Douai, qui se réunissait à Brunémont. Fondée au XVIIIe siècle, elle disparut à la suite de la Révolution française.

## Histoire
Le Valmuse est une maison de campagne que Casimir de Wavrechin, riche propriétaire douaisien, avait permis à l'abbé Roman de bâtir dans sa terre de Brunémont, sur les bords de la Sensée, à mi-chemin entre Douai et Cambrai, et qui donna son nom à une société anacréontique que ce poète avait formé. Voici à quelle occasion : 
Madame de Wavrechin avait un perroquet chéri qui mourut ; on lui éleva un mausolée à la campagne : et tous les poètes de la banlieue voulurent chanter les vertus et les grâces de Jacquot. En assemblant toutes ces pièces de vers, les unes sérieuses, les autres badines, on connut les richesses poétiques de la contrée. L'abbé Roman eut l'idée de les réunir et convainquit Casimir de Wavrechin de faire bâtir un lieu de plaisance pour que s'y assemblent les poètes et poétesses qui venaient de faire preuve de leur talent et amabilité. 
Cet endroit fut appelé Valmuse et les membres de l'académie établie dans ce vallon poétique reçurent le nom de Valmusiens et Valmusiennes. On les désignait aussi sous le nom de Bocagers et Bocagères, parce que chacun d'eux avait dans le Valmuse un arbre qui lui était dédié et qui portait son chiffre et son nom. Le membre de la société signait ses vers du nom de son arbre et il était défendu de l'interpeller autrement que par son titre de Valmusien. Ainsi l'un s'appela le Figuier, l'autre le Coudrier, le Palmier, le Myrthe ou le Rosier. On voyait aussi dans la liste des admis les noms inscrits de Cornouiller, Sureau, Chêne, Mézeréon, Lilas, Seringat, Charme, Frêne, Chèvrefeuille, Oranger, Cerisier, Aubépine, Osier, Buis et Noyer, et ces arbres se retrouvaient en effet dans l'avenue de Valmuse. Antoine Auguste Jean-Baptiste Benoist de Neuflieu (1729-1809), lieutenant-colonel du génie à Douai signait le Houx. Louis-Joseph Le Gay, dont le nom est associé aux Rosati, dont il est le fondateur, était le Pêcher. 
Les sociétaires étaient tous de bons vivants, festoyant gaiement, pratiquant la poésie légère, les exercices champêtres, la chasse et la botanique. La plupart des œuvres chantées par les Valmusiens ne furent pas notées et sont perdues. Il subsiste au moins trois diplômes de Valmusien. Celui de Dubois de Fosseux-Oranger, est reproduit dans une lettre qu'il adresse en 1787 à Gracchus Babeuf. Dans une autre lettre se trouve celui d'une Valmusienne surnommée Mirza, à laquelle est attribuée le nom de laurier-rose. Celui de Le Gay-Pêcher se trouve dans Mes Souvenirs, ouvrage de Le Gay. Il est rédigé par M. Roman. La pièce la plus importante qui reste de cette société est un poème de 32 pages faisant en vers l'histoire de l'Académie et œuvre de M. de Neuflieu.   
L'abbé Roman, fondateur de l'Académie bocagère du Valmuse fait aussi partie des Rosati, autre goguette, fondée en 1778 à Arras.
Un jour l'Académie bocagère du Valmuse envoya une députation aux Rosati pour les inviter en masse à faire une excursion dans leur bocage. Les députés étaient porteurs de diplômes qui conféraient à chaque Rosati le titre de Valmusien. Le Gay leur rédigea des remerciements en vers.
L'Académie bocagère du Valmuse correspondait donc avec les Rosati d'Arras. Il existait à la même époque beaucoup d'associations poétiques à Douai, comme le Puy de Notre-Dame,la Confrérie des Clers Parisiens, le Banc du seigneur de Cuincy. Le goguettier et académicien Pierre Laujon écrit : « la Révolution vint imposer silence à tant de chants et fermer tant de lieux de divertissements. » Ainsi s'interrompent les activités de ces sociétés de l'Artois et du Douaisis, ou de Paris, comme la deuxième société du Caveau, la Dominicale, et d'autres encore.
La région du Nord restera attachée à la poésie et la chanson, un très grand nombre de goguettes vont y naître et prospérer à partir du XIXe siècle.
En 1899, à Douai, Gustave Monnier verra sa pièce de vers intitulée Le Valmuse, couronnée au concours de poésie organisé par la Société d'agriculture, sciences et arts du département du Nord.
La maison siège de l'Académie bocagère du Valmuse est aujourd'hui disparue. La toponymie de Brunémont en conserve le souvenir. Le vallon de Valmuse a donné son nom à un groupe scolaire de la localité.